# Seminella peasei
Seminella peasei is een slakkensoort uit de familie van de Columbellidae. De wetenschappelijke naam van de soort is voor het eerst geldig gepubliceerd in 1871 door Martens & Langkavel.